# Zaljev Akrotiri
| grad Limassol Zaljev Akrotiri Limasolsko sl. jezero poluotok Akrotiri Zaljev Episkopi Rt Zevgari Rt Gata |

Zaljev Akrotiri (grčki: Κόλπος Ακρωτηρίου, Kolpos Akrotiriou; tur. Limasol Körfezi) nalazi se na južnoj obali otoka Cipra, istočno od poluotoka Akrotiri. Dio je Sredozemnog mora.
Zapadni dio suverenih vojnih baza Akrotiri i Dhekelia, britanskog prekomorskog teritorija kojim se upravlja kao suverenom vojnom bazom, graniči sa zaljevom.
U zaljevu se nalazi i grad Limassol. Južni kraj zaljeva čini rt Gata.